# Giampaolo Medei
Giampaolo Medei (ur. 14 grudnia 1973 w Trei) – włoski trener siatkarski.

## Sukcesy
Puchar CEV:
- 2017, 2024[1]

Klubowe Mistrzostwa Świata:
- 2017

Liga Mistrzów:
- 2018

Liga włoska:
- 2018, 2025[2]

Liga turecka:
- 2021[3]

Liga polska:
- 2023[4]

Puchar Włoch:
- 2025[5]

Puchar Challenge:
- 2025[6]